# برنديسية وردية
برنديسية وردية (الاسم العلمي: Brandisia rosea) هي نوع من النباتات تتبع جنس البرنديسية من فصيلة البولفينية.